# Mástil escalopado

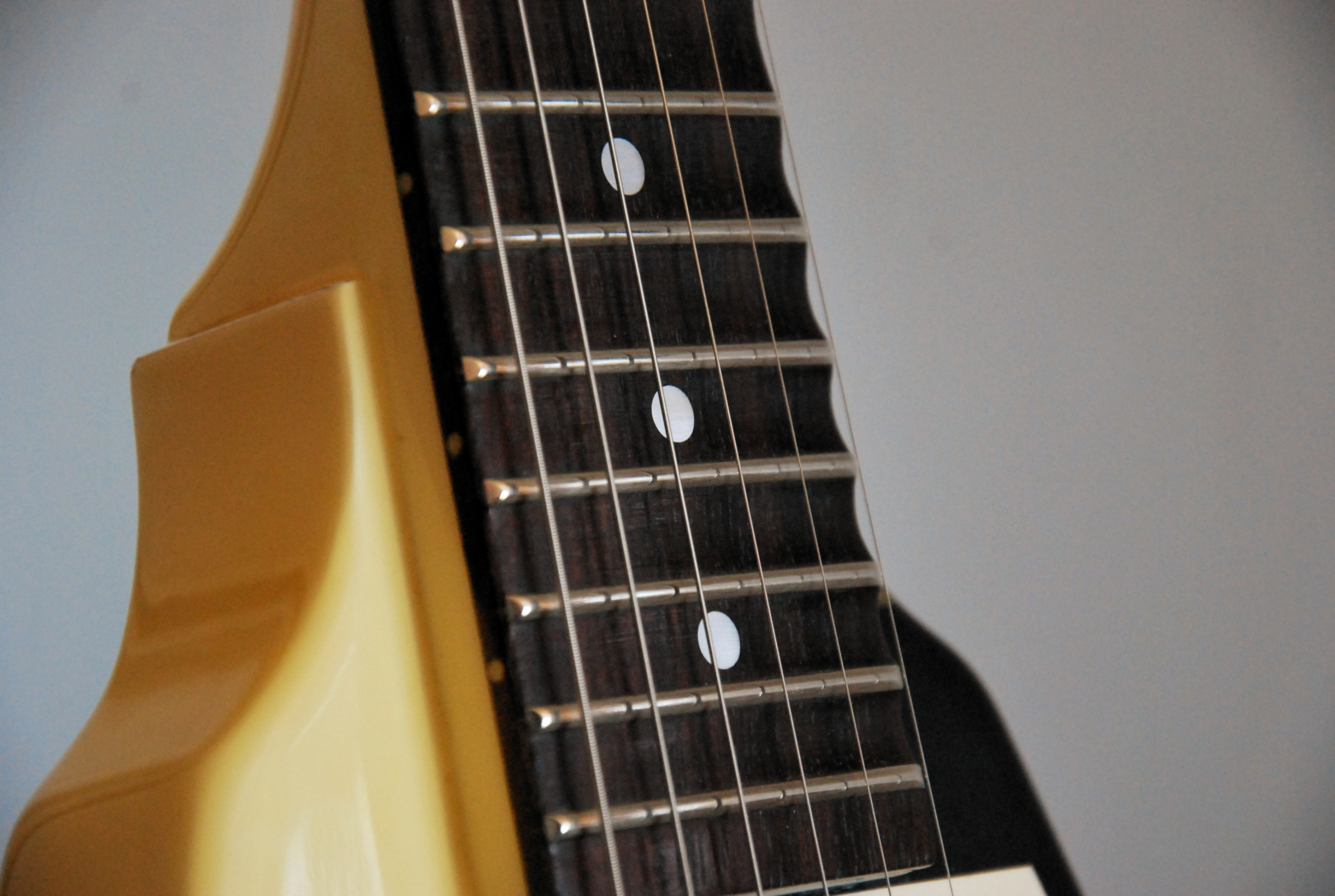
Mástil festoneado o escalopado

En un instrumento de cuerda el mástil es escalopado (scalloped neck) o festoneado cuando la madera entre los trastes no es plana sino cóncava. el primer usuario conocido fue Ritchie Blackmore (se puede observar en su Stratocaster), que se basó en instrumentos de cuerdas de origen asiático.
El escalopado puede ser total (Todos los trastes) o parcial (por ejemplo del traste 15 en adelante). 
Al tocar podemos obtener las notas sin que los dedos lleguen a tocar la madera. Esto es extraño para el guitarrista que no está acostumbrado a este tipo de mástil. Pero hay guitarristas que encuentran ventajas en esta configuración.
los pros y contras del diapasón escalopado podrían ser algunas de las mencionadas:
- sonido más claro y brillante.
- bendings más extremos.
- una sensación de mayor velocidad en la digitación.
- el sonido pastoso ideal para blues no se consigue con un diapasón escalopado.
- hay que cambiar la manera de tocar debido a que el exceso de presión en las cuerdas varía la afinación de estas.

Comercialmente encontramos este mástil en la Yngwie Malmsteen Stratocaster, o en la Ritchie Blackmore Stratocaster®; también podemos encontrarlo en guitarras modificadas por un Luthier.
- Datos: Q6035578